# Kaštel Sućurac
Kaštel Sućurac (olaszul: Castel San Giorgio) Kaštela városrésze, egykor a hét településből álló Kaštela község legkeletebbi települése Horvátországban Split-Dalmácia megyében.

## Fekvése
Splittől légvonalban 4, közúton 12 km-re északra, Trogirtól 16 km-re északkeletre, Dalmácia középső részén, a Kaštelai-öbölben, Trogir és Split városa között fekszik. Fő forgalmi ütőere a ma Franjo Tuđman egykori horvát elnök nevét viselő régi kaštelai főút, mely tulajdonképpen a Marmont marsall idejében épített spliti főút egy szakasza.

## Története
A település nevét védőszentjéről Szent Györgyről kapta, akinek szentelt temploma a Kozjak-hegység lejtőjén a középkori Putalj település felett állt. Sućurac várát 1392-ben építtette Andrea Benzi (Gualdo) spliti érsek putalji jobbágyaival itteni birtokainak védelmére. Később a fokozódó török veszély hatására Putalj lakói is a vár mellé települtek. 1488-ban Averaldo érsek a várhoz építette hozzá új nyári rezidenciáját, mely 1509-re nyerte el végleges formáját. Ekörül az erődített várkastély körül alakult ki a település régi központja. Más településtől eltérően itt a várkastély déli oldalán tér alakult ki. Ma itt található a "Podvorje" nevű kiállítótér, ahol a Putalj területén talált régészeti leleteket őrzik. A régi 17. századi plébániatemplomból mára csak a harangtorony maradt, mivel többi része 1943-ban egy szövetséges bombázás során megsemmisült. 1797-ben a Velencei Köztársaság megszűnésével a település a Habsburg Birodalom része lett. 1806-ban Napóleon csapatai foglalták el és 1813-ig francia uralom alatt állt. A francia uralom idejére esik a Trogirt Kaštelán keresztül Split városával összekötő főút építése. Napóleon bukása után ismét Habsburg uralom következett, mely az első világháború végéig tartott. A városnak 1857-ben 896, 1910-ben 1581 lakosa volt. Az első világháború után rövid ideig az Olasz Királyság, ezután a Szerb-Horvát-Szlovén Királyság, majd Jugoszlávia része lett. A második világháború idején olasz csapatok szállták meg. 1943. december 5-én délután 15 óra 5 perckor 36 darab B-25-ös angol-amerikai bombázó támadást intézett a település ellen. A támadásnak 97 halálos áldozata volt, akik közül 65-en a plébániatemplomban vesztették életüket, ahol Ante Rubignoni plébános éppen szentmisét mondott. Az akkor mintegy 2200 lakosú település 38 háza teljesen megsemmisült, 50 további pedig súlyos károkat szenvedett. A háborús támadásokat kivizsgáló amerikai bizottság később a Pentagon archívumát tanulmányozva arra a következtetésre jutott, hogy a Kaštel Sućurac elleni támadás valószínűleg tévedésből történt, de a teljes igazság a mai napig sem ismert. A háború után a település a szocialista Jugoszlávia része lett. Fejlődött az ipar és a mezőgazdaság, mely sok betelepülőt vonzott. 1986-ban megalakult Kaštela község, majd a független horvát állam létrejötte után Kaštela városi rangot kapott és Kaštel Sućurac önálló településből a város része lett. Lakossága 2011-ben 6829 fő volt.

## Lakosság
| Lakosság változása | Lakosság változása | Lakosság változása | Lakosság változása | Lakosság változása | Lakosság változása | Lakosság változása | Lakosság változása | Lakosság változása | Lakosság változása | Lakosság változása | Lakosság változása | Lakosság változása | Lakosság változása | Lakosság változása | Lakosság változása |
| ------------------ | ------------------ | ------------------ | ------------------ | ------------------ | ------------------ | ------------------ | ------------------ | ------------------ | ------------------ | ------------------ | ------------------ | ------------------ | ------------------ | ------------------ | ------------------ |
| 1857               | 1869               | 1880               | 1890               | 1900               | 1910               | 1921               | 1931               | 1948               | 1953               | 1961               | 1971               | 1981               | 1991               | 2001               | 2011               |
| 896                | 1.130              | 1.239              | 1.427              | 1.584              | 1.581              | 1.860              | 2.436              | 2.831              | 2.979              | 3.961              | 5.320              | 5.493              | 5.825              | 6.236              | 6.829              |

## Nevezetességei
- A település új Szent György plébániatemplomának kincstárában őrzik Trpimir horvát fejedelem 851. március 4-én Bijaćin kelt adománylevelét. Rajta kívül régi faragott kövek, a régi plébániatemplom barokk szobrainak egy része, több ezüstből és aranyból készített liturgikus tárgy található itt. A templomot 1937-ben kezdték építeni és végül 1958. augusztus 3-án szentelték fel. A latin kereszt alaprajzú templom fehér faragott kövekből épült. Hosszúsága 38 méter, szélessége a kereszt szárainál 21 méter, egyébként 16 méter. Harangtornyának magassága 27 méter.
- A településtől északra áll a Doci Miasszonyunk tiszteletére szentelt régi plébániatemploma, mely ma inkább Gospa na Hladi, azaz Hladi Miasszonyunk néven ismert. Régen a Selo nevű település plébániatemploma volt. A fennmaradt írásos adatok szerint a mai sućuraci temetőben álló templomot 1393-ban építették. A török hódítás következtében közel került hozzá a török határ és a betörő török portyázók többször is megrongálták. Az 1603-as egyházlátogatás során Augustin Priuli leírja, hogy a helyiek nem engedtek a templomra ajtót tenni, hogy így bezárva megakadályozzák, hogy a törökök bemenjenek. Ebben az időben a templomnak több oltára is volt. A Boldogasszony képe 14. vagy a 15. században készült, egy a krétai-itáliai iskolához tartozó mester munkája. A szentély falát a hívek fogadalmi ajándékai díszítették. Flaminio Cornaro a 18. századi krónikás 1761-ben a Sućuraci boldogasszony itteni szentélyéről ír, mely az egyik leghíresebb Mária-búcsújáróhely a Velencei Köztársaság területén. 1775-ben VI. Piusz pápa bullájával hivatalosan is búcsújáróhellyé lett. Búcsúját Nagyboldogasszony és Szent Rókus ünnepén tartják. A szentélyben ma is meglevő kegyképnél azóta is számos csoda történt.
- A település 1691-ben épített régi Szent György plébániatemplomából mára csak a harangtorony maradt fenn. A templomot 1943. december 5-én bombázta le a szövetséges légierő. Az áldozatok emléktáblája a harangtorony falán található. Emlékükre minden év december 5-én szentmisét tartanak, majd a hívek körmenetben vonulnak az emléktáblához.
- Szintén északra, a Kozjak-hegy lejtőjén található a Mislav fejedelem által alapított 9. századi kora román Szent György templom. 1927-ben újjáépítették. Az eredeti templomból fennmaradt néhány növényi ornamentikával díszített faragott kőtöredék. A templom körül végzett régészeti feltárások során római és történelem előtti leletek is kerültek elő.
- A Kozjak-hegység Veli vraj nevű csúcsa közelében 779 méter magasságban található a 14. századi kis Szent Lukács templom, melyet 1397-ben említenek először. A templomot a török hódítás idején lerombolták, 1994-ben újjáépítették. Ekkor helyezték el apszisában a Szent Lukács evangélistát ábrázoló domborművet. A templom körül ősi temető sírkövei találhatók.
- A Gornja Krtina régészeti lelőhely a település határának nyugati részén található, kissé északra az adriai autópályától. Területe bővelkedik az ősi kerámiákkal teli kőhalmokban, és figyelembe véve a környék többi leletét már régóta feltételezték egy római villa létezését. A legújabb épületek építése során megtalálták az ősi falak alapjait is. Szintén jelentősek a véletlenszerűen talált leletek, mint a nimfáknak szentelt római oltár és a 6. századi oltártöredék, amely egy ókeresztény szakrális épület létezését feltételezi.[4]
- Jelentős régészeti övezet Barbarinac szigete[5] szikláival és a környező víz alatti világgal, az ókortól a késő középkorig tartó leletek folytonosságával. A sziget a Kaštela-öböl szélső keleti részén helyezkedik el, közvetlenül a saloniti kikötő bejárata előtt, így feltételezhető, hogy az ókorban a saloniti kikötői infrastruktúra része lehetett. 1525-ben Ivan Molin a Split körüli területek leírásában a Kuparić család kastélyát említi Skradinik vagy Otočac (Isoletta) szigetén, amely Barbarinac szigetének akkori neve volt. Azt is írja, hogy ez a kastély védelmet nyújtott a török betörések ellen a mai Kaštel Sućurac, az akkori  Smoljevac gazdái számára. Ma a szigeten, a kiépített part kivételével, nincsenek látható maradványai az említett épületeknek. A sziget légi felvételei érdekes, ősi és középkori épületstruktúrákat mutatnak a sziget melletti tengerfenéken, amelyeket régészetileg még nem tártak fel.

## Fordítás
- Ez a szócikk részben vagy egészben  a   Kaštela című horvát Wikipédia-szócikk ezen változatának fordításán alapul.  Az eredeti cikk szerkesztőit annak laptörténete sorolja fel. Ez a jelzés csupán a megfogalmazás eredetét és a szerzői jogokat jelzi, nem szolgál a cikkben szereplő információk forrásmegjelöléseként.
- Ez a szócikk részben vagy egészben  a   Kaštel Sućurac című horvát Wikipédia-szócikk ezen változatának fordításán alapul.  Az eredeti cikk szerkesztőit annak laptörténete sorolja fel. Ez a jelzés csupán a megfogalmazás eredetét és a szerzői jogokat jelzi, nem szolgál a cikkben szereplő információk forrásmegjelöléseként.